# Saison 1903 de la Juventus FC
Maillots
Chronologie
Saison précédente Saison suivante
La saison 1903 du Foot-Ball Club Juventus est la quatrième saison officielle de l'histoire du club, créé six ans plus tôt en 1897. 
L'équipe turinoise dispute cette année la 6e édition du championnat d'Italie, avec les éliminatoires.

## Historique
C'est lors du printemps de 1903 que la saison du club débute, présidé par Giacomo Parvopassu. La Vieille Dame, composée de toujours presque uniquement de joueurs universitaires comme les précédentes années, possède un effectif plus large par rapport à la saison 1902.
La direction est transférée cette année-là de la Via Gasometro 14 à la Via Pastrengo.

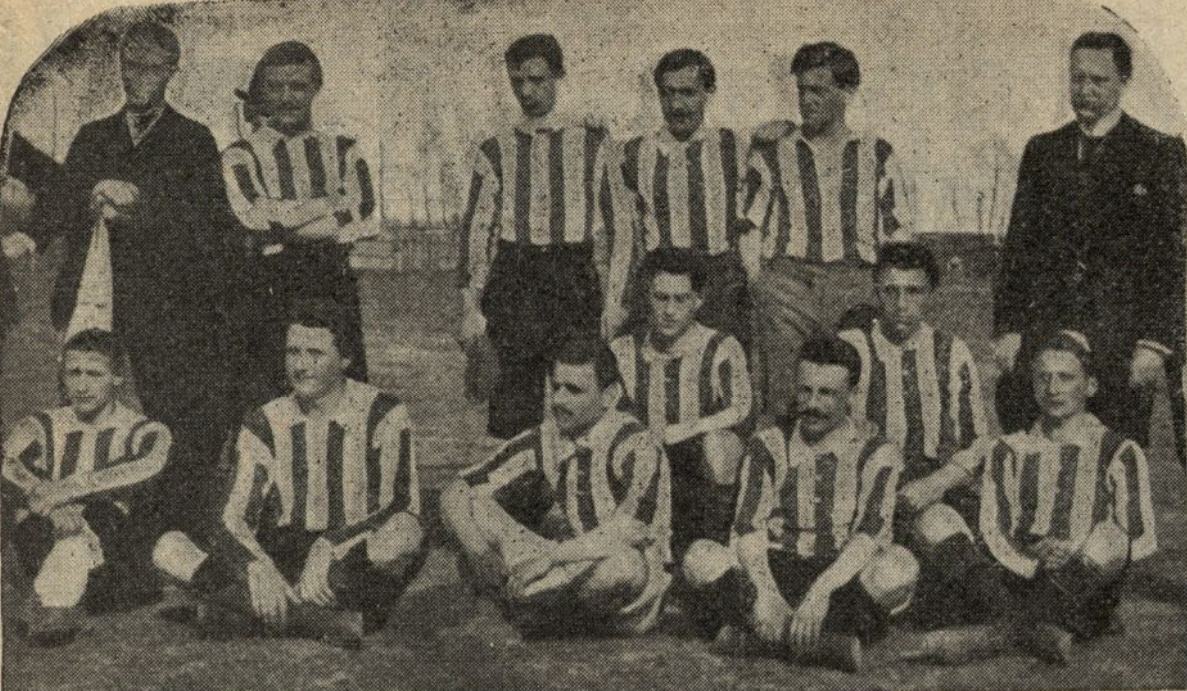
Les joueurs juventini durant le Championnat d'Italie 1903.

Le club s'inscrit donc dans les éliminatoires de ce Campionato Federale 1903 (ancêtre de la Serie A) avec trois autres clubs, dont deux piémontais (FC Torinese et l'Audace Torino) et un ligure (Società Ginnastica Andrea Doria), et qui commence donc au mois de mars, où le qualifié pour la finale rencontre directement le tenant du titre, à savoir le Genoa Cricket and Football Club.
Les Bianconeri commencent leur premier match de la saison le dimanche 1er mars 1903 à domicile au Campo Piazza d'Armi contre le FC Torinese qu'ils écrasent par un score sans appel 5-0.
Une semaine plus tard, le 8 mars, ils parviennent à dominer à l'extérieur l'Audace Torino par 2 buts à 1.
Lors de la 3e journée, jouée le 15 mars, la Juve défait à domicile l'Andrea Doria par 7 à 1 (plus grand nombre de buts inscrits par le club depuis sa création en un match officiel).
Après ces éliminatoires parfaits (9 points, 14 buts inscrits et 2 buts encaissés), ils arrivent donc en demi-finale qu'ils disputent lors d'un match au Campo dell'Acquabella à Milan contre le Milan Cricket and Foot-Ball Club. La partie, joué le dimanche 22 mars, verra s'imposer la Juventus sur un score de 2-0 (buts de Forlano et Malvano)

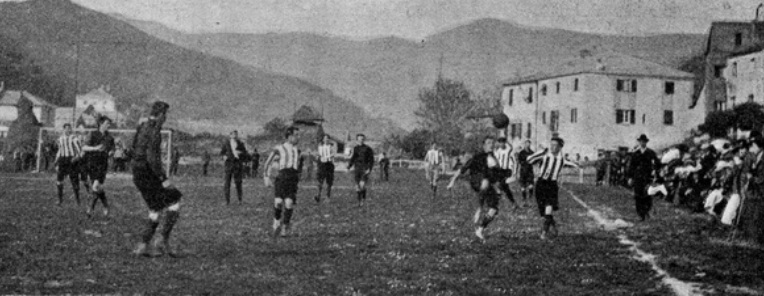
Une phase de la finale du championnat, le 13 avril 1903 à Gênes, perdue par les bianconeri — la première finale de leur histoire — contre les hôtes de Genoa (3-0).

Les Juventini sont donc pour la première fois de leur histoire qualifiés pour la finale du championnat, qui se joue trois semaines plus tard le lundi 13 avril, et où ils s'inclinent 3-0 contre le Genoa (un joueur de la juve, Alfredo Armano, inscrira même un but contre son camp).
Aux portes du Scudetto et vice-championne d'Italie, la Vieille Dame continue sa saison et se fait inviter à Trino près de Verceil, pour disputer un tournoi, où toutes les rencontres auront lieu la même journée le 11 octobre. 
La finale de l'après-midi se joue entre une équipe de Novara appelée Forza e Costanza et la Juventus. L'effectif, avec Mattioli, Carlo Vittorio Varetti, Heinrich Hess, Dalle Case, Giovanni Goccione, Fernando Nizza, Alfredo Armano, Frédéric Dick, Ugo Rolandi et Umberto Malvano, les battirent par un score net de 15-0 (plus gros score du club depuis sa création), et remportèrent le Torneo di Trino Vercellese.
Ils participent ensuite à la Coppa Città di Torino, jouée avec l'Audace, Doria et Milan Cricket, un mois après la victoire de la juve à Trino. La Juventus, après avoir vaincu 2-0 l'Audace, s'imposent 1-0 contre les rossoneri en finale.

## Déroulement de la saison

### Résultats en championnat
- Premier tour

| dimanche 1er mars 1903. | Juventus         | 5 - 0 | FC Torinese | Campo Piazza d'Armi, Turin 15h00 Arbitre : Calì |
| dimanche 1er mars 1903. | Buteurs inconnus |       |             | Campo Piazza d'Armi, Turin 15h00 Arbitre : Calì |

- Second tour

| dimanche 8 mars 1903 | Audace Torino  | 1 - 2 | Juventus         | Velodromo Umberto I, Turin 14h30 Arbitre : Pasteur |
| dimanche 8 mars 1903 | Buteur inconnu |       | Buteurs inconnus | Velodromo Umberto I, Turin 14h30 Arbitre : Pasteur |

- 3e tour

| dimanche 15 mars 1903 | Juventus                              | 7 - 1 | Andrea Doria | Campo Piazza d'Armi, Turin 15h00 Arbitre : Dobbie |
| dimanche 15 mars 1903 | Malvano · Ferraris · Buteurs inconnus |       | Ansaldo      | Campo Piazza d'Armi, Turin 15h00 Arbitre : Dobbie |

- Demi-finale

| dimanche 22 mars 1903 | Milan | 0 - 2             | Juventus | Campo dell'Acquabella, Milan Arbitre : Franz |
| dimanche 22 mars 1903 |       | Forlano · Malvano |          | Campo dell'Acquabella, Milan Arbitre : Franz |

- Finale

| lundi 13 avril 1903 | Genoa                         | 3 - 0 | Juventus | Ponte Carrega, Gênes Arbitre : Sutter |
| lundi 13 avril 1903 | Agar · Dapples · Armano (csc) |       |          | Ponte Carrega, Gênes Arbitre : Sutter |

### Matchs amicaux
| dimanche 4 janvier 1903 | Genoa          | 1 - 2 | Juventus         |  |
| dimanche 4 janvier 1903 | Buteur inconnu |       | Buteurs inconnus |  |

| dimanche 11 janvier 1903 | Juventus | score inconnu | Audace Torino |  |
| dimanche 11 janvier 1903 |          |               |               |  |

| dimanche 25 janvier 1903 | Juventus         | 5 - 2 | Audace Torino    |  |
| dimanche 25 janvier 1903 | Buteurs inconnus |       | Buteurs inconnus |  |

| vendredi 10 avril 1903 | Juventus | 0 - 1          | Montriond Lausanne |  |
| vendredi 10 avril 1903 |          | Buteur inconnu |                    |  |

| mardi 13 octobre 1903 | Trino Vercellese | score inconnu | Juventus |  |
| mardi 13 octobre 1903 |                  |               |          |  |

| dimanche 27 décembre 1903 | Andrea Doria et Genoa | 2 - 2 | Juventus |  |
| dimanche 27 décembre 1903 |                       |       |          |  |

#### Torneo di Trino Vercellese
| dimanche 11 octobre 1903 | Juventus | score inconnu | Audace Torino | Turin |
| dimanche 11 octobre 1903 |          |               |               | Turin |

| dimanche 11 octobre 1903 | Forza e Costanza Novare | 0 - 15 | Juventus | Turin |
| dimanche 11 octobre 1903 |                         |        |          | Turin |

#### Torneo Città di Torino
| dimanche 8 novembre 1903 | Juventus | score inconnu | Audace Torino | Turin |
| dimanche 8 novembre 1903 |          |               |               | Turin |

| dimanche 22 novembre 1903 | Juventus | 1 - 0 | Milan | Turin |
| dimanche 22 novembre 1903 |          |       |       | Turin |

## Effectif du club
Effectif des joueurs du Foot-Ball Club Juventus lors de la saison 1903.

## Buteurs
| 4 buts - Umberto Malvano 2 buts - Alfredo Ferraris | 1 but - Luigi Forlano |